# Angelo Buono
Angelo Buono, Jr. (ur. 5 października 1934 w Rochester; zm. 21 września 2002) – amerykański seryjny morderca. Razem ze swym kuzynem – Kennethem Bianchim, zamordowali w latach 1977–1979 10 kobiet na terenie Los Angeles oraz Glendale. Ich duet nazywano Dusicielami z Hillside.
Buono i Bianchi zwabiali ofiary do swojego samochodu podając się za funkcjonariuszy policji w cywilu. Gdy te wsiadały do ich samochodu, zabierali je do domu Buono, gdzie były godzinami gwałcone i torturowane. Gdy mieli dość, dusili ofiarę, aż ta nie skonała. Następnie wywozili ciała w odludne miejsca poza miastem.
Pod koniec lat 70. Buono pokłócił się z kuzynem. W efekcie Bianchi wyjechał z Los Angeles do Bellingham, gdzie zamordował dwie kolejne kobiety. Gdy został aresztowany, przyznał się, że jest tajemniczym zabójcą kobiet z Los Angeles. Zeznał również, że jego wspólnikiem był Angelo Buono.
Zarówno Buono, jak i Bianchi zostali skazani na karę dożywocia, bez możliwości wcześniejszego wyjścia na wolność. Biegli psychiatrzy stwierdzili, że Buono jest socjopatą, który myśli, że świat należy do niego. Zapytany o morderstwa, powiedział, że miał powody, aby ich dokonać.
Angelo Buono zmarł w 2002 na zawał serca, Bianchi nadal odbywa swoją karę w więzieniu Washington State Penitentiary.

## Ofiary Buono
Morderstwa te zostały dokonane razem z K. Bianchim:
| Lp. | Ofiara             | Wiek | Data morderstwa      | Miejsce morderstwa |
| --- | ------------------ | ---- | -------------------- | ------------------ |
| 1.  | Yolanda Washington | 19   | 17 października 1977 | Los Angeles        |
| 2.  | Judith Ann Miller  | 15   | 31 października 1977 | Glendale           |
| 3.  | Elissa Kastin      | 21   | 6 listopada 1977     | Glendale           |
| 4.  | Dolores Cepeda     | 12   | 13 listopada 1977    | Los Angeles        |
| 5.  | Sonja Johnson      | 14   | 13 listopada 1977    | Los Angeles        |
| 6.  | Kristina Weckler   | 20   | 20 listopada 1977    | Glendale           |
| 7.  | Jane King          | 28   | 23 listopada 1977    | Los Angeles        |
| 8.  | Lauren Wagner      | 18   | 29 listopada 1977    | Glendale           |
| 9.  | Kimberly Martin    | 17   | 14 grudnia 1977      | Los Angeles        |
| 10. | Cindy Hudspeth     | 20   | 16 lutego 1978       | Los Angeles        |